# Unión Militar Española
La Unión Militar Española (UME) era una asociación clandestina de jefes y oficiales del Ejército Español fundada en Madrid en diciembre de 1933, a principios del segundo bienio de la Segunda República Española, por militares descontentos con la reforma militar de Manuel Azaña y que en su mayoría se solidarizaban con los miembros del Ejército condenados por el fracasado golpe de Estado del general Sanjurjo del 10 de agosto de 1932 (la jefatura suprema nominal de la UME la ostentará precisamente el general Sanjurjo). Tiene su antecedente en las Juntas de Defensa que surgieron en 1917 durante la Crisis de la Restauración. Hay historiadores que la definen como «una asociación semisecreta constituida en 1933 por oficiales de extrema derecha, sobre todo monárquicos, pero también falangistas, cuya finalidad era abatir la República democrática».

## Ideología
Lo que aglutinaba a los militares integrados en la UME era su rechazo a las reformas militares de Azaña y su oposición a la «subversión izquierdista». La primera octavilla de la UME se distribuyó entre los militares españoles poco después de la Revolución de Octubre de 1934 cuya derrota la U.M.E. la atribuía a «un puñado de jefes, oficiales, suboficiales y soldados españoles que tuvo el heroísmo de unirse y dar la batalla a la otra parte antiespañola del Ejército, complicada criminalmente en el atentado contra la Patria» y que estaba integrada por «masones comprometidos». Aquel puñado de militares constituía el «auténtico Ejército español», «¡el Ejército español que salvó a España de la Revolución comunista y masónica de octubre!», mientras el Estado estaba «en manos de cobardes y traidores». Ese «auténtico Ejército español» encarnaba la «España eterna» frente a la «eterna Anti-España». La UME denunciaba que España era objeto del «apetito de extranjeros y de sectas insaciables, vengativas», un «Enemigo» que «promueve el separatismo, promueve los nacionalismos regionales, y la ruina del Sentimiento Religioso y la ruina de la Familia española y del Capital y del Trabajo, y el desprecio a la lengua española, y el desprestigio y la cizaña de nuestras fuerzas armadas y de todo cuanto en España haya significado y signifique UNIDAD, UNIÓN». Ese «implacable Enemigo», se decía en la octavilla, fue derrotado por el Ejército en octubre pero «busca la revancha», «prepara un nuevo ataque», «filtrado en los más altos poderes de la república, en los más decisivos resortes del mando y de propaganda». «¡Ya veis españoles, como no se fusila a ningún culpable auténtico de crimen contra la Patria! Ni a Pérez Farrás, ni a Largo, ni a Prieto, ni a Azaña, ni a Teodomiro, ni a Peña. ¡Solo al pobrecito revolucionario engañado, indefenso y anónimo!». La octavilla acababa haciendo un llamamiento a «¡Un Ejército sin traidores! ¡Un Ejército de heroicos e inolvidables españoles!».
La Junta Nacional de la UME hizo público un manifiesto en junio de 1935 para advertir que ante una concertación "subversiva" de los grupos obreros (circuló el rumor de una reunión celebrada en los alrededores de Madrid por dirigentes del PSOE, PCE, FAI y CNT) el Ejército "levantaría una barrera de acero" para impedir que gobernasen las izquierdas. Esto contrasta con la visión que durante mucho tiempo transmitió la historiografía franquista sobre la UME de que no tenía una "finalidad política determinada", como afirmó Joaquín Arrarás, aunque el mismo autor reconocía que su misión era disponer a sus afiliados "a una mejor defensa de los principios esenciales de la patria", comprometidos solo por "sus propios sentimientos patrióticos, sin obligarse con votos o juramentos".
A partir del común antiizquierdismo, los objetivos iniciales de los asociados de la UME, en general oficiales de media y baja graduación (como las Juntas de Defensa de 1917), oscilaban entre la simple defensa de sus derechos profesionales, la protección de la República contra una eventual revolución izquierdista o el derrocamiento del régimen republicano democrático, aunque entre estos no había, ni mucho menos unanimidad sobre qué lo había de sustituir (¿monarquía, régimen fascista, dictadura militar?). Esta última finalidad es la que acabará imponiéndose y el "sector profesional" quedará relegado por los partidarios de la subversión que están en contacto con los grupos monárquicos que conspiran para derribar a la República. En este acercamiento jugarán un papel esencial el coronel Varela, converso al carlismo tras la Sanjurjada, el coronel Valentín Galarza, que actúa de enlace con los conspiradores monárquicos, y el general Goded, que se incorpora a la UME a principios de 1935, y la pone en contacto con los generales que, de una u otra manera, han protagonizado o apoyado la Sanjurjada: Mola, Villegas, Orgaz, Barrera, Fanjul y Fernández Pérez.

## Fundación
En diciembre de 1933 el comandante Emilio Rodríguez Tarduchy, antiguo instructor del Somatén bajo la Dictadura de Primo de Rivera y exdirector del diario antirrepublicano La Correspondencia Militar, funda la UME como entidad "apolítica" pero ofrece la jefatura suprema nominal al general Sanjurjo, que en ese momento está en la cárcel cumpliendo la condena por haber encabezado la sublevación militar contra la República en agosto de 1932. 
Sin embargo, en la primera octavilla de la UME difundida entre los militares a finales de 1934, tras la Revolución de Octubre de 1934, se decía que la U.M.E. había sido fundada en mayo de 1934 por «militares anónimos» que «oyeron la voz de la Patria angustiada, vieron lo próximo del peligro y obraron... Alguien les hizo saber en el mes de mayo que de Asturias se adueñarían el primer día los revolucionarios, que se repartían armas a toneladas, que las milicias marxistas se instruían y organizaban militarmente, que en los mandos del ejército y de la policía se insertaban masones comprometidos, que la traición separatista era segura... Y estos militares españoles, en tanto los políticos inconscientes marchaban a un alegre veraneo, calladamente, forjaban la UNIÓN MILITAR ESPAÑOLA. De esa unión ante el peligro y ante la traición contra España, nació la Unión Militar Española, U.M.E.».
El ingreso de Rodríguez Tarduchy en Falange Española recién fundada disgustó tanto a los monárquicos como a los republicanos de la UME y tuvo que dimitir. Le sustituyó el capitán de Estado Mayor Bartolomé Barba Hernández que había destacado por acusar falsamente al presidente del gobierno Manuel Azaña de haber estado implicado directamente en la matanza conocida como los sucesos de Casas Viejas.
El capitán Barba se apoyó en los vocales de la Junta Central, máximo órgano de dirección de la UME, que eran radicalmente antirrepublicanos: el comandante Luis Arredondo (implicado de forma inmediata en tareas de adiestramiento de las milicias de Falange Española), el teniente coronel Ricardo Rada (también instructor de milicias derechistas), y Nazario Cebrerios, que había colaborado en el periódico La Correspondencia Militar. Pero frente a ellos existía un importante sector republicano más o menos cercado al Partido Republicano Radical formado por el capitán Rafael Sánchez Sacristán (responsable de la 1.ª División Orgánica), el capitán Gumersindo de la Gándara (destinado en la Guardia de Asalto) y Eduardo Pardo Reina, secretario de la Presidencia de la República con Alcalá-Zamora y amigo del general Goded. Pardo Reina elaboró un borrador de programa político, que fue supervisado por el general Mola, en el que se proponía a los gobiernos radical-cedistas del segundo bienio la legislación necesaria para impedir en el futuro la "subversión izquierdista".
En cada capital de región militar había un representante o delegado de la UME, el cual, a su vez, nombraba la Junta Regional. La Junta Nacional, con sede en Madrid, era el verdadero cerebro de la organización.

## Crecimiento y compromiso antirrepublicano
La entrada en el gobierno radical-cedista de José María Gil Robles al frente del Ministerio de la Guerra en mayo de 1935 supuso que muchos militares de la UME fueron nombrados para cargos relevantes, como el capitán Luis López Varela que estuvo al frente del Servicio Interior de los Cuerpos (un servicio secreto militar creado por el general Franco para combatir la «infiltración comunista»). En un memorando secreto entregado a Mussolini por el líder de Renovación Española Antonio Goicoechea en la reunión que mantuvieron en Roma el 11 de octubre de 1935, y en cuya redacción había intervenido la UME, se reconocía que desde la llegada de Gil Robles al Ministerio de la Guerra se había facilitado «el emplazamiento de personal de la organización en mandos, puestos y destinos de importancia y hasta capitales para la acción». «En la Administración central puede decirse que esta toda ella intervenida. Por iniciativa de la Organización se han quitado mandos de verdadera importancia sustituyéndolos por personal adicto y en esta tarea se sigue laborando... La dificultad de cambiar los mandos de las divisiones por ser una gran parte de los generales, desafectos a la organización y afiliados a la masonería, ya que fueron en gran parte reingresados por la República, tropezaba con grandes dificultades por no haber personal que quiera sustituirlos. Ha habido que cortar por lo sano mediante proyectos de ley que rebajan las edades. De esta forma ocho generales de división pasarán a la reserva y serán sustituidos por adeptos, ya que la descongelación de los ascendidos por méritos de guerra facilitaba sus ascensos. [...] La posición de partida se ha fortalecido cada vez más y hoy ya puede considerarse lo suficientemente firme para poder actuar si fuera necesario. Ni un paso atrás en lo conquistado es la consigna... Si la política obligara al retroceso, la organización se desligaría de aquella y obraría por cuenta propia». En el memorando se dejaba claro el compromiso y la disposición de la UME para acabar con la República si las izquierdas volvían al poder:

La U.M.E. acepta el statu quo presente y toda posible evolución hacia la derecha, pero con la consigna de intervenir violentamente en el momento en que la política oscile hacia la izquierda facilitando la participación en el poder de algunos de los partidos coaligados en la revolución de Octubre.
Por su tendencia populista es seguro que Gil Robles no se atreva a acaudillar un movimiento de este tipo desde el Ministerio de la Guerra, pero la U.M.E. lo hará en el momento que él abandone el Ministerio por el cambio de política indicado.

## Conspiraciones y rumores
El historiador Gabriel Jackson considera que algunos militares que posteriormente formaron parte de la UME se vieron implicados, de forma todavía no esclarecida, en el fracasado golpe de Estado del General Sanjurjo de 1932.
Dos años después de la fundación de la UME, un grupo de oficiales republicanos y de izquierda liderados por Eleuterio Díaz-Tendero funda la Unión Militar Republicana Antifascista (UMRA) para neutralizar los efectos propagandísticos que en el seno del ejército había producido la derechista UME.
En agosto de 1935 salta a la prensa la existencia de la UME a través de un periodista que pregunta al ministro de la Guerra, Gil Robles, por reunión de una organización clandestina. Robles negó su existencia y dijo: "Yo no toleraría un solo momento la existencia de tal organización, pero tenga la convicción de que se mantiene la disciplina en el Ejército".
Incluso antes de que se celebren las elecciones de febrero de 1936, la Junta Central de la UME se reúne en casa del general Barrera con la Junta oficiosa de generales, dirigida primero por el general Goded y luego por Rodríguez del Barrio, que estaban preparando un golpe de fuerza contra la República y a la que asistieron varios delegados de divisiones orgánicas. Tras las elecciones, el nuevo gobierno de Manuel Azaña decide destinar al capitán Barba a Valencia para alejarlo del núcleo de los conjurados, asumiendo la jefatura de la UME el coronel Joaquín Ortiz de Zárate y los tenientes coroneles Alberto Álvarez Rementería (Ingenieros), Agustín Muñoz Grandes (Guardias de Asalto, y futuro hombre fuerte de la Dictadura del general Franco) y José Ungría (futuro jefe del servicio de información SIPM en el bando sublevado en la guerra civil), como vocales.
Con posterioridad a las elecciones de febrero de 1936, que dieron la victoria al Frente Popular, la organización alcanza un importante crecimiento en el seno de los militares de derechas, y en especial entre los oficiales jóvenes desengañados con la gestión de José María Gil Robles en el Ministerio de la Guerra. Así la UME se extenderá desde Madrid a Barcelona, Pamplona, Zaragoza, Sevilla, San Sebastián, Galicia y el protectorado de Marruecos. En marzo de 1936 una circular de la organización aseguraba que pertenecían a ella 3436 oficiales, 2131 suboficiales y tropa y 1843 oficiales retirados o en la reserva. Aunque según datos más fiables puede que agrupara sólo a un 10% de la oficialidad. «En realidad, la afiliación se decidía más por solidaridad de cuerpo y camaradería que por verdadera vocación subversiva, y sólo una pequeña minoría estaba dispuesta a pasar de la reivindicación meramente corporativa a la decidida implicación en un complot antirrepublicano».
La UME se incorpora a la conspiración militar que culminará con el Golpe de Estado de julio de 1936 que dará inicio a la guerra civil española. Sus representantes acuden a la primera reunión que tiene lugar tras las elecciones el 8 de marzo convocada por el general Mola en casa del oficial en la reserva y agente de cambio y bolsa cedista José Delgado y Hernández de Tejada y en la que participaron los generales Franco, Villegas, Rodríguez del Barrio, Fanjul, Orgaz, Saliquet, García de la Herrán y González Carrasco, y el teniente coronel Valentín Galarza, dirigente de la UME, que quedó encargado de centralizar los servicios de información.
Del seno de la UME salieron bastantes de los militares que apoyaron el Golpe de Estado de julio de 1936 como fueron el General Goded y Joaquín Fanjul. El conspirador Emilio Mola establece contacto con la UME a través de la Junta de Barcelona presidida por el teniente coronel Isarre Bescós. En esta correspondencia se señalan las medidas de carácter gubernativo a adoptar una vez triunfante la rebeldía. Ricardo Rada era miembro del Consejo ejecutivo de la UME y se hizo cargo de la organización militar del Requeté encuadrando a más de 30 000 hombres.
El 14 de junio Antonio Goicoechea, de Renovación Española, informaba al líder fascista italiano Benito Mussolini sobre los preparativos del golpe en los que destacaba que una de las bazas de los conjurados era poder contar con la UME

una vasta organización de carácter patriótico y nacionalista en el Ejército que ha sido formada, orientada políticamente en sentido antidemocrático y costeada por nosotros durante estos últimos años